# Benedikt Posch
Benedikt Posch (* 8. März 1922 in Gries, Bozen; † 29. Juni 2001 in Innsbruck) war ein österreichischer Journalist und Verleger.

## Leben
Posch war der jüngste von fünf Söhnen des Edmund Georg Posch, Wirtschaftstreuhänder, und der Maria geb. Langer. Er besuchte von 1928 bis 1935 die Volks- und Handelsschule in Gries und Bozen (Südtirol), 1935 bis 1937 die Kaufmännische Wirtschaftsschule in Mehrerau/Bregenz und 1941 die Reichsschule des Deutschen Buchhandels in Leipzig. 1938 ging er in der Verlagsanstalt Ferrari-Auer, Bozen in die Lehre, von 1938 bis 1945 bildete er sich autodidaktisch weiter. Benedikt Posch wurde 1939 als österreichischer (deutscher) Staatsbürger zwangsweise aus Südtirol nach Deutschland umgesiedelt (Option in Südtirol).
In den Jahren 1939 bis 1942 war er Buchhändlerlehrling bzw. -gehilfe im Paulus-Verlag, Recklinghausen und legte 1941 die Buchhändlerprüfung in Leipzig ab. Von 1942 bis 1945 war Posch im Rahmen seines Militärdienstes Italienisch-Dolmetscher in einer Nachrichtentruppe.
Benedikt Posch heiratete Cilly geb. Clemens am 14. Juni 1945 in Hall in Tirol. Aus der Ehe gingen zwei Söhne hervor: Thomas (* 1946) und Bernhard (* 1949).
Am 1. Juli 1945 trat Posch in die Verlagsanstalt Tyrolia, Innsbruck ein, wurde 1946 zum Redakteur und 1948 zum (damals jüngsten österreichischen) Chefredakteur der Wochenzeitung Der Volksbote bestellt, die 1973 in präsent umbenannt wurde. Diese Funktion hatte er bis Mai 1987 inne. Zu diesem Zeitpunkt war er der an Jahren älteste österreichische Chefredakteur.
Seit 1. Juli 1970 war Posch Vorstandsmitglied der Verlagsanstalt Tyrolia in Innsbruck und von 1970 bis 1987 Leiter des Zeitungsverlags der Verlagsanstalt Tyrolia unter Beibehaltung der Funktion des Chefredakteurs des Volksboten bzw. von präsent.
In den Jahren 1953 bis 1956 engagierte sich Benedikt Posch als Vorsitzender der Arbeitsgemeinschaft Katholischer Journalisten Österreichs, 1956 bis 1957 war er ihr stellvertretender Vorsitzender. Schließlich war Posch ab 1957 stellvertretender Vorsitzender im Verband katholischer Publizistinnen und Publizisten Österreichs. Daneben engagierte er sich im Bergisel-Bund.
In den Jahren 1962 bis 1985 widmete sich Posch als Vorstands- bzw. Ausschussmitglied verstärkt den Anliegen Behinderter bei der Lebenshilfe Tirol – Gesellschaft für das entwicklungsbehinderte Kind.
Benedikt Posch starb 2001 im 80. Lebensjahr in Innsbruck und wurde dort auf dem Westfriedhof beigesetzt.

## Auszeichnungen
- 1966: Verdienstkreuz des Landes Tirol
- 1981: Goldenes Ehrenzeichen für Verdienste um die Republik Österreich
- 1986: Leopold-Kunschak-Preis – Pressepreis
- 1987: Silvesterorden

| Personendaten    | Personendaten                            |
| ---------------- | ---------------------------------------- |
| NAME             | Posch, Benedikt                          |
| KURZBESCHREIBUNG | österreichischer Journalist und Verleger |
| GEBURTSDATUM     | 8. März 1922                             |
| GEBURTSORT       | Gries, Bozen                             |
| STERBEDATUM      | 29. Juni 2001                            |
| STERBEORT        | Innsbruck                                |